# Смородина пучковатая
Сморо́дина пучкова́тая (лат. Ribes fasciculatum)  — кустарник, вид растений рода Смородина (Ribes) семейства Крыжовниковые (Grossulariaceae).

## Ареал
Произрастает в диком виде в Китае, Корее и Японии.

## Ботаническое описание
Листопадный кустарник до 1,5 метров высотой. Побеги прямостоящие или распростёртые, без колючек.
Листья длиной 4—7 см, тонкие, округлые в очертании, 3—5-лопастные, с широкояйцевидными лопастями, основание усечённое или слегка сердцевидное. Листовая пластинка голая с обеих сторон или слегка опушённая, край с тупыми зубчиками. Осенью листья долго не опадают.
Цветёт в апреле — мае. Двудомное растение. цветки, жёлтые, ароматные, собраны в зонтиковидные пучки (мужские по 4—9, женские по 2—4 штуки).
Плоды — красновато-коричневые ягоды диаметром до 1 см, без опушения. Созревают в июле — сентябре и держатся на кусте всю зиму. Невкусные.

## Применение
Может использоваться в качестве декоративного кустарника в регионах с достаточно тёплым климатом.

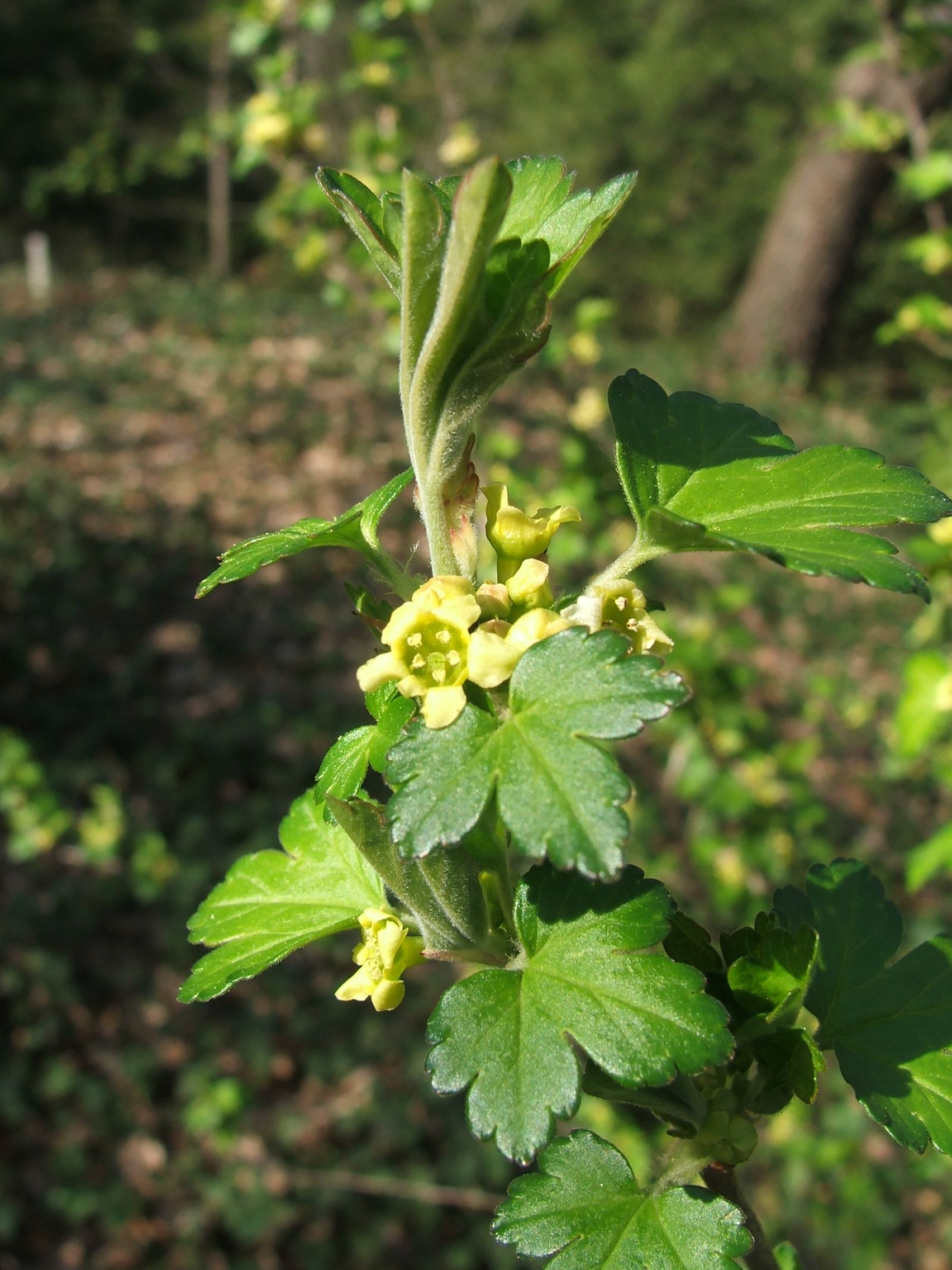
Цветущая смородина пучковатая
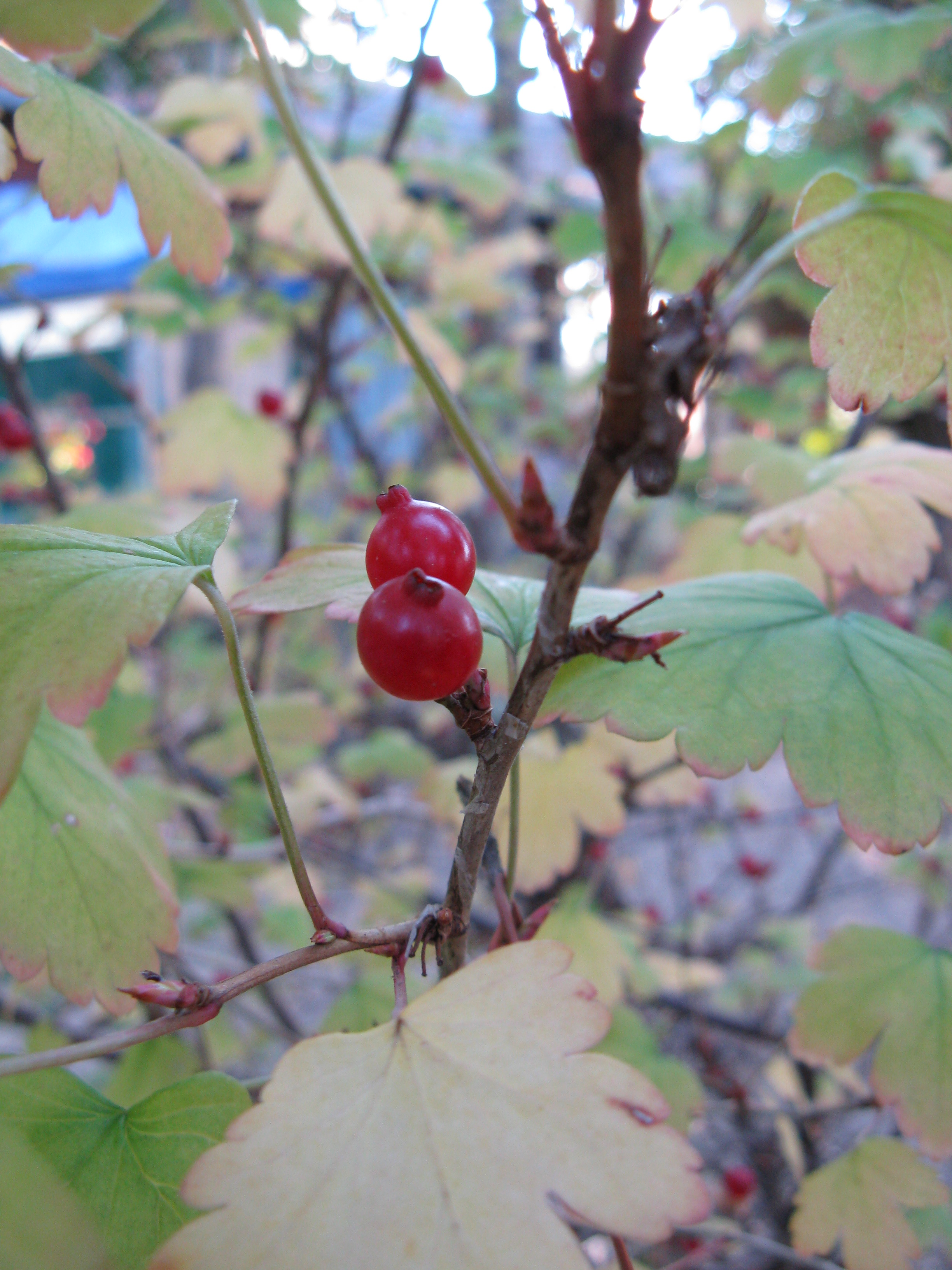
Ягоды крупным планом